# Weimarer Dreieck 2003

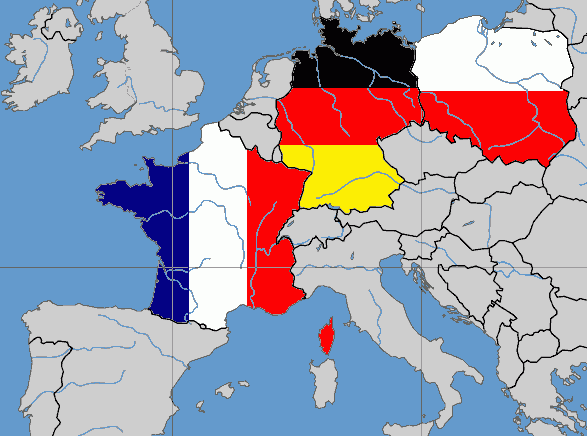
Die Mitgliedsländer des Weimarer Dreiecks

Das 5. Treffen des Weimarer Dreiecks fand am 9. Mai 2003 in Breslau, Polen, statt.

## Teilnehmer
Anwesend waren die Vertreter der drei Länder, Polen, Deutschland und Frankreich. Der polnische Präsident Aleksander Kwaśniewski, der französische Staatspräsident, Jacques Chirac, und der deutsche Bundeskanzler, Gerhard Schröder, hatten ein Programm zur Stärkung der trilateralen Kooperation formuliert.

## Themen

### Europäische Zusammenarbeit
Zentrales Thema des Breslauer Gipfels war künftige Zusammenarbeit im Rahmen des Weimarer Dreiecks. In einer gemeinsamen Erklärung bezeichneten die Teilnehmer das Weimarer Dreieck als „Forum des Dialogs und der Zusammenarbeit“, das Impulse für die erweiterten Union geben solle. Der Auftrag des Weimarer Dreiecks bestehe weiterhin darin, „die Netze der Kooperation immer dichter zu knüpfen, die die Völker und Staaten (…) auf allen Ebenen und in der ganzen Breite des Lebens miteinander verbinden.“
In diesem Zusammenhang beschlossen Frankreich und Deutschland, Polen bei einer Weiterentwicklung der gemeinsamen Agrarpolitik, der Verkehrspolitik und in Gespräche rund um den wirtschaftlichen und sozialen Zusammenhalt mit einzubeziehen. Die Regierungschefs erklärten, die Entwicklung der europäischen Außen-, Sicherheits- und Verteidigungspolitik (ESVP) durch regelmäßige trilaterale Konsultationen verbessern zu wollen.
Auch eine engere Zusammenarbeit bei der Reform europäische Institutionen und der GASP wurde diskutiert. Deutschland und Frankreich erklärten ihre Absicht, diese gemeinsame Arbeit fortzusetzen und zu. Polen brachte in diesem Zusammenhang grundlegende Fragen und Zweifel zum Ausdruck. Zu konkreten Absprachen kamen die Gipfelteilnehmer nicht.

### EU-Erweiterung
Weiteres Thema des Treffens waren die Beziehungen zu Russland sowie zu den anderen „neuen Nachbarn“ der erweiterten Union, insbesondere der Ukraine. Man vereinbarte, weiterhin an den „freundschaftlichen“ Beziehungen zu diesen Ländern zu arbeiten.

### Kooperationen
Die Gipfelteilnehmer befürworteten den laufenden Dialog der Außen- und Verteidigungsminister, die Abstimmung zwischen den Finanzministern und die Vereinbarung eines ersten Treffens der Minister für Arbeit und Soziales sowie der Europaminister. Während des Treffens sprachen sich die Teilnehmer zu einer Ausweitung des Dreiecks auf weitere Bereiche wie Verkehrs- und Innenpolitik aus. Außerdem wolle man eine stärkere Verankerung des Dreiecks in der Zivilgesellschaft erreichen. Es wurde vereinbart, die Zusammenarbeit zwischen den Gebietskörperschaften der drei Länder sowie den Austausch zwischen Jugendlichen und Studenten zu intensivieren.
In diesem Zusammenhang wurde erklärt, dass man Möglichkeiten für eine Dreierkooperation zwischen Hochschulen prüfen werde, auch im Zusammenhang mit der Europa-Universität Viadrina in Frankfurt an der Oder. Chirac betonte den hohen Stellenwert dieser kulturellen Zusammenarbeit zwischen den drei Ländern, besonders in diesem Bereich der Hochschulzusammenarbeit. Als Beispiel sprach er über den Wunsch zu einer verstärkten Kooperation der Deutsch-Französischen Hochschule in Saarbrücken und der, wie er sie nannte, „Deutsch-Polnischen Universität“ in Frankfurt an der Oder.